# خلیل العطیه
خلیل ابراهیم العطیه (۱۹۳۶ – ۲ اوت ۱۹۹۸) ادیب و استاد دانشگاه عراقی بود. از دانشگاه بغداد در سال ۱۹۵۹ فارغ‌التحصیل شد و دکترای خود را از عین الشمس در مصر در سال ۱۹۷۳م گرفت. تدریس در دانشگاه بصره و دانشگاه مستنصریهٔ بغداد را بر عهده گرفت. کتابخانهٔ شخصی‌اش شامل هزاران کتاب چاپی، چند نسخهٔ اصلی خطّی و ده‌ها نسخه-خطی‌های مصور می‌شد. پس از درگذشت، ورثه‌اش آن را به دانشگاه بصره اهدا کردند.

## آثار
- فی البحث الصوتی عند العرب
- ابوزید انصاری و کتابش الهمز

پژوهش‌ها، بررسی‌ها و تصحیح‌هایش:
- دیوام المزرِّد بن ضرار
- التقفیه، در علم لغت از بندنیجی
- العنوان فی القراءات السبع: از اسماعیل بن خلف
- دیوان مسکین دارمی[۱]